# 叢林奇譚
《叢林奇譚》（英語：The Jungle Book，1894年，又稱《叢林之書》、《叢林故事》等，其中毛克利的故事又稱《森林王子》）是由魯德亞德·吉卜林著作的故事集。本故事集第1次刊登在1893年至1894年的雜誌上。原始的出版品包含了插图，一些由魯德亞德的父親——約翰·洛克伍德·吉卜林创作的繪画。魯德亞德自出生到6歲以前，都生活在印度。此后又相继在英國生活10年，在印度生活6年半。19世纪80年代中期，魯德亞德开始以记者身份周游印度。次年，魯德亞德开始了返回英国的长期旅行，他途经缅甸、中国、日本、美国，再横穿大西洋，到达目的地伦敦。婚后的四年里，魯德亞德·吉卜林选择居住在美国佛蒙特州，他在那儿寫下了《丛林奇谭》的故事。

## 概要
這本書裡面的故事（並且也包含了1895年隨後出版的《叢林奇譚二部曲》，包含了5個關於毛克利的未來故事）為虛構的，並使用擬人化方式的動物給予道德上的訓誡。舉例來說，〈叢林規律〉一節，制定了規則以保障個體、家庭和社群的安全。吉卜林加入了他所有知道的或著「關於印度叢林所聽到的或夢到的」廣泛事物。其他讀者解析這種做法可能是對當時的政治和社會做出意喻。當中最為熟知的，是圍繞在被印度叢林的狼群扶養之被遺忘的「人類小孩」，毛克利的3個冒險故事。其他故事中最為熟知的可能就是〈Rikki-Tikki-Tavi〉，英雄貓鼬的故事，和〈Toomai of the Elephants〉，關於年輕的大象教練的故事。科蒂克（Kotick），一隻白色海豹，為了牠的族群，尋找一個可以從獵殺中活下來的天堂，在一開始就被認為是猶太復國主義的比喻。在吉卜林的用心寫作之下，每個故事都會承接上一個故事，並為下一個故事鋪路。
《叢林奇譚》由於它的道德成分很高，這本書變成了幼童軍（童軍運動的兒童階段）的啟發性讀物，而其中「吼聲」的各種步驟更仿傚狼群們的開會局面。這種全書的使用許可授權是由童軍運動創始者羅伯特·貝登堡向吉卜林請求後取得；而貝登堡原來只是請求吉卜林可否使用《金氏》裡面的〈金氏遊戲〉部分運用在他的計畫，發展成可以提振士氣，並適合城市內工人階級小孩的計畫。阿克拉，《叢林奇譚》中的狼族首領，其名稱傳統上被拿來稱呼幼童軍團的團長。
這些故事沒有很正確的描述狼哺育上的生物學特徵：在真正的狼群當中，只有最高級的父狼（這裡指阿克拉）和母狼才有資格哺育。

## 衍生作品
電影
- 象童 （页面存档备份，存于）（1937年）
- 丛林之书 （页面存档备份，存于）（1942年）
- 森林王子（1994年）
- 森林小王子 （页面存档备份，存于）（1997年）
- 森林王子 （页面存档备份，存于）（1998年）
- 奇幻森林（2016年）[5][6]
- 森林之子毛克利（2018年）
- 奇幻森林後續新作發展（2030年代內）

動畫电影
- 森林王子（1967年）

動畫电影短片
- 毛克利历险记（系列）（1967-1971年）

電視劇
- 毛克利：丛林书的新历险记 （页面存档备份，存于）（1988年）
- 我的莫格利男孩（2019年）

動畫剧集
- 森林王子 少年毛克利（1989年）
- 航空小英雄（1990年）
- 丛林拍档 （页面存档备份，存于）（1996年）
- 丛林之书 （页面存档备份，存于）（2010年）

動畫电视短片
- 毛克利的兄弟 （页面存档备份，存于）（1976年）

## 外部連結
- The Jungle Book Collection: a website demonstrating the variety of merchandise related to the book and film versions of The Jungle Book. CN covers
- The Jungle Book - 古腾堡计划
- Boom Kat Dance: a website describing the dance adaptation of The Jungle Book by Boom Kat Dance Company.